# Туннельный диод

Обозначение на схемах

Вольт-амперная характеристика (ВАХ) туннельного диода. В диапазоне напряжений U_{1} − U_{2} дифференциальное сопротивление отрицательно

Тунне́льный дио́д или диод Эсаки (изобретён Лео Эсаки в 1957 году) — полупроводниковый диод на основе вырожденного полупроводника, на вольт-амперной характеристике которого при приложении напряжения в прямом направлении имеется участок с отрицательным дифференциальным сопротивлением, обусловленный туннельным эффектом.

## Устройство
Туннельный диод представляет собой p-n-переход, обе области в котором имеют предельно сильное, до вырождения, легирование — концентрации доноров {\displaystyle N_{D}} в n-области и акцепторов {\displaystyle N_{A}} в p-области могут превышать 1019 см−3. В качестве полупроводникового материала используются кремний, германий, соединения типа AIIIBV. Прибор имеет два вывода, которые подключаются к общей цепи тем или иным способом.

## Принцип функционирования

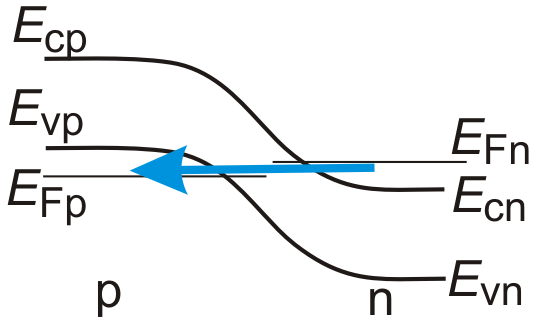
Зонная диаграмма туннельного диода на базе p-n-перехода с сильнолегированными областями в условиях туннелирования электронов (помечено стрелкой)

Туннельный и диффузионный токи туннельного диода

Обычные диоды при увеличении прямого напряжения монотонно увеличивают пропускаемый ток. В туннельном диоде квантовомеханическое туннелирование электронов обеспечивает особенность вольт-амперной характеристики: резкий подъём, а затем спад пропускаемого тока при увеличении прямого («+» на p-области) напряжения.
Из-за высокой степени легирования p- и n- областей yровни Ферми {\displaystyle E_{Fp},} {\displaystyle E_{Fn}} лежат внутри разрешённых зон: {\displaystyle E_{vp}>E_{Fp}} и {\displaystyle E_{Fn}>E_{cn}.} На участке напряжений от нуля до {\displaystyle (E_{vp}-E_{Fp})/q+(E_{Fn}-E_{cn})/q} (здесь {\displaystyle q} — элементарный заряд) зона проводимости n-области энергетически перекрывается с валентной зоной р-области, то есть оказывается, что {\displaystyle E_{vp}>E_{cn}.} При таких напряжениях туннельный эффект позволяет электронам преодолеть энергетический барьер в области перехода с шириной 50—150 Å, причём вклад в ток дают, в основном, энергии из пересечения диапазонов {\displaystyle E_{cn}\ldots E_{vp}} и {\displaystyle E_{Fp}\ldots E_{Fn}} (большинство состояний в диапазоне {\displaystyle E_{Fp}\ldots E_{Fn}} на одной стороне барьера заполнены электронами, а на другой пусты, что и создаёт условия для переноса электронов). При дальнейшем увеличении прямого напряжения получается {\displaystyle E_{vp}<E_{cn}} и, поскольку энергия электрона при туннелировании должна сохраняться, оно становится невозможным — происходит уменьшение тока.
Образующаяся область отрицательного дифференциального сопротивления, где увеличение напряжения сопровождается уменьшением силы тока, используется для усиления слабых сверхвысокочастотных сигналов.
Параллельно с туннелированием электронов происходит их заброс по зоне проводимости из n-области в р-область. Этот процесс, как и в обычном диоде, монотонно усиливается с ростом прямого напряжения и обеспечивает второе поповышение силы тока после спада (см. рисунок).

## История изобретения

### «Генерирующий детектор»
Впервые «генерирующий детектор» — диод, образованный контактом металла с полупроводником и имеющий отрицательное дифференциальное сопротивление — был продемонстрирован британским физиком Уильямом Экклзом в 1910 году, но в то время не вызвал интереса.
В начале 1920-х годов советский радиолюбитель, физик и изобретатель Олег Лосев независимо от Экклза обнаружил эффект отрицательного дифференциального сопротивления в диодах из кристаллического оксида цинка. Этот эффект получил название «кристадинный» и использовался для генерации и усиления электрических колебаний в радиоприёмниках и передатчиках, но вскоре был вытеснен из практической радиотехники электровакуумными приборами. Механизм возникновения кристадинного эффекта неясен. Многие специалисты предполагают, что он вызван туннельным эффектом в полупроводнике, но прямых экспериментальных подтверждений этого (по состоянию на 2004 год) получено не было. Существуют и другие физические явления, способные послужить причиной кристадинного эффекта. При этом кристадин и туннельный диод — это разные устройства, и отрицательное дифференциальное сопротивление у них проявляется на разных участках вольт-амперной характеристики.

### Туннельный диод
Впервые туннельный диод был изготовлен на основе германия в 1957 году Лео Эсаки, который в 1973 году получил Нобелевскую премию по физике за экспериментальное обнаружение эффекта туннелирования электронов в этих диодах.

## Применение

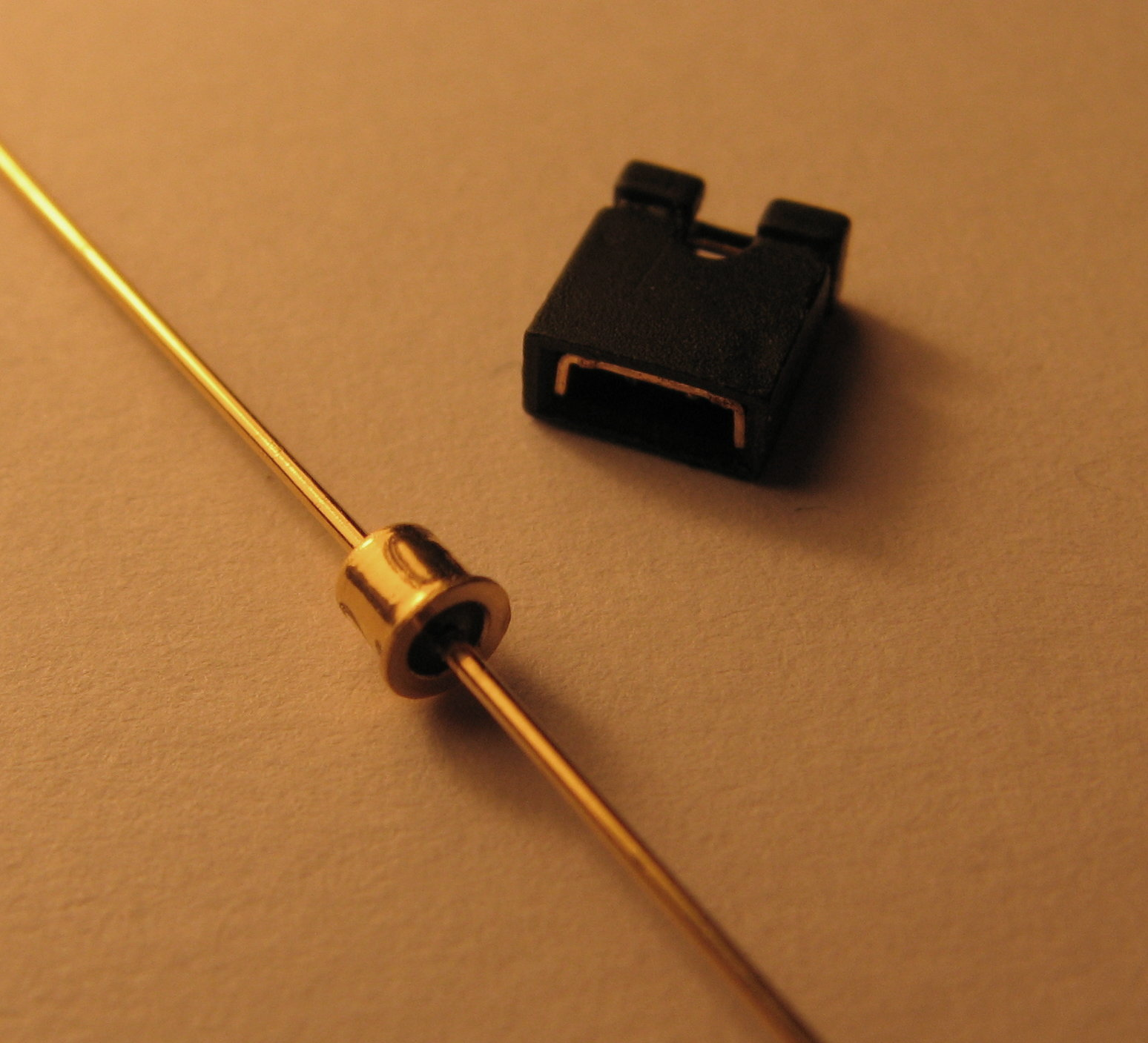
Туннельный диод 1N3716 (рядом для масштаба джампер)

Наибольшее распространение на практике получили туннельные диоды из Ge, GaAs, а также из GaSb. Эти диоды широко применяются в качестве предварительных усилителей, генераторов и высокочастотных переключателей. Они работают на частотах, во много раз превышающих частоты работы тетродов — до 30…100 ГГц.